# Videoclip Collection
Videoclip Collection è una doppia raccolta di video musicali di Luciano Ligabue, uscita in edicola il 26 giugno 2012 contenente tutti i video musicali della carriera del rocker emiliano dal 1990 al 2011.

## Tracce

### DVD 1
1. Balliamo sul mondo
2. Marlon Brando è sempre lui
3. Non è tempo per noi
4. Libera nos a malo
5. Lambrusco & pop corn
6. Sarà un bel souvenir
7. Urlando contro il cielo
8. Ancora in piedi
9. Ho messo via
10. Lo zoo è qui
11. A che ora è la fine del mondo?
12. Cerca nel cuore
13. Certe notti
14. Viva!
15. Vivo morto o X
16. Leggero
17. Il giorno di dolore che uno ha
18. Tra palco e realtà
19. Ho perso le parole
20. Metti in circolo il tuo amore
21. Una vita da mediano
22. L'odore del sesso
23. Almeno credo
24. Si viene e si va

### DVD 2
1. Sulla mia strada
2. Questa è la mia vita
3. Tutti vogliono viaggiare in prima
4. Eri bellissima
5. Ti sento
6. Voglio volere
7. Piccola stella senza cielo
8. Il giorno dei giorni
9. L'amore conta
10. Le donne lo sanno
11. Happy Hour
12. Cosa vuoi che sia
13. Sono qui per l'amore
14. Niente paura
15. Buonanotte all'Italia
16. Il centro del mondo
17. Il mio pensiero
18. Un colpo all'anima
19. Quando canterai la tua canzone
20. La linea sottile
21. Ci sei sempre stata
22. Il meglio deve ancora venire
23. Il peso della valigia